# Wilhelm Friedrich von Karwinsky von Karwin
Wilhelm Friedrich von Karwinsky von Karwin, auch Karwinski oder Karvinsky, (* 19. Februar 1780 in Keszthely, Königreich Ungarn; † 2. März 1855 in München, Königreich Bayern) war ein deutsch-österreichischer Botaniker. Er sammelte in Brasilien und Mexiko. Sein offizielles botanisches Autorenkürzel lautet „Karw.“

## Leben und Wirken
Karwinsky von Karwin stammte aus adliger Familie, seine Mutter (1754–1816) war eine Tochter von Wilhelm Friedrich von Gleichen-Rußwurm (1717–1783), sein Vater († 1814) war ein habsburgischer Militär. Er studierte in Wien für den Beruf des Bergbauingenieurs, den er auch eine Weile in Spanien ausübte. Nachdem er Besitz in Bayern geerbt hatte, zog er 1815 nach München. Er sammelte 1821 bis 1823 in Brasilien und war 1827 bis 1832 in Mexiko, wo er im Auftrag einer deutsch-amerikanischen Bergbaugesellschaft aus Düsseldorf tätig war und im Auftrag der Bayerischen Staatssammlungen Pflanzen sammelte. In Mexiko war er vor allem in der Provinz Oaxaca tätig und sandte viele lebende Agaven und Kakteen nach München. Kakteen erzielten wie Orchideen im 19. Jahrhundert bei Sammlern hohe Preise. Karwinsky von Karwin verkaufte zum Beispiel 1842 ein Exemplar von Ariocarpus kotschoubeyanus für 1000 Franc, was viel mehr als dessen Gewicht in Gold war.

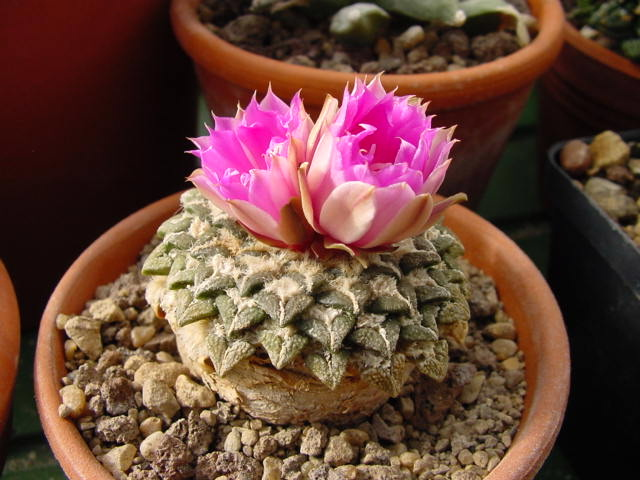
Ariocarpus kotschoubeyanus

1840 bis 1843 reiste er nochmals nach Mexiko, wo er für die russische Regierung sammelte und die Pflanzen nach Sankt Petersburg schickte. Dabei tat er sich mit dem dänischen Sammler Frederik Liebmann (1813–1856) zusammen.

## Ehrungen
1816 wurde Karwinski von Karwin zum Ehrenmitglied der Bayerischen Akademie der Wissenschaften ernannt.
Mehrere Taxa sind ihm zu Ehren benannt, zum Beispiel die Gattung Karwinskia Zucc. aus der Familie der Kreuzdorngewächse (Rhamnaceae) und das Mexikanische Berufkraut (Erigeron karvinskianus).